# Chilango
Chilango is een Mexicaanse term om iemand uit Mexico-Stad mee te beschrijven. Een verwante term is Chilangolandia, dat gebruikt wordt om Mexico-Stad zelf aan te duiden.
Oorspronkelijk werden alleen Mexicanen die vanuit een andere plaats naar Mexico-Stad migreerden Chilangos genoemd, maar gaandeweg is de term in gebruik geraakt voor alle inwoners van Mexico-Stad. Doorgaans wordt Chilango als beledigend ervaren, maar dat hangt af van de context. Vooral onder personen uit het noorden van Mexico bestaat er een bijzonder grote afkeer tegenover de Chilangos, waar zij soms inwoners uit heel Centraal-Mexico toe rekenen. In andere delen van het land is de afkeer doorgaans iets minder sterk. Door inwoners van Mexico-Stad wordt het woord Chilango ook wel als geuzennaam gebruikt.
Formelere benamingen voor inwoners van Mexico-Stad zijn Defeños ("D.F.'ers") en Capitalinos ("Hoofdstedelingen").